# Soulier d'or belge 1980
Le Soulier d'or 1980 est un trophée individuel, récompensant le meilleur joueur du championnat de Belgique sur l'ensemble de l'année 1980. Ceci comprend donc à deux demi-saisons, la fin de la saison 1979-1980, de janvier à juin, et le début de la saison 1980-1981, de juillet à décembre.

## Lauréat
Il s'agit de la vingt-septième édition du trophée, remporté par l'attaquant du FC Bruges Jan Ceulemans. Deuxième l'an passé, il est le favori pour cette édition, grâce au titre de champion de Belgique remporté avec son club, et la place de finaliste à l'Euro 1980 obtenue avec les Diables Rouges. Ses prestations poussent même le grand AC Milan à s'intéresser à lui. Il est également cinquième du Ballon d'or 1980.
Sur le podium du Soulier d'Or, il devance deux autres pions majeurs de l'équipe nationale belge, le milieu vétéran Wilfried Van Moer, et le jeune attaquant du Lierse Erwin Vandenbergh, meilleur buteur européen lors de la saison 1979-1980. Ces deux joueurs terminent également dans le classement du Ballon d'or cette année-là, respectivement quatrième et onzième.

## Top-3
| Place | Joueur            | Nationalité | Club(s)                   | Points |
| ----- | ----------------- | ----------- | ------------------------- | ------ |
| 1.    | Jan Ceulemans     |             | FC Bruges                 | 439    |
| 2.    | Wilfried Van Moer |             | Beringen FC / KSK Beveren | 304    |
| 3.    | Erwin Vandenbergh |             | Lierse SK                 | 154    |